# Resolutie 2435 Veiligheidsraad Verenigde Naties
Resolutie 2435 van de Veiligheidsraad van de Verenigde Naties werd op 13 september 2018 met unanimiteit aangenomen. De resolutie verlengde de MVNUC-missie in Colombia met een jaar.

## Achtergrond
In Colombia was al sinds midden jaren 1960 een gewapend conflict aan de gang tussen het regeringsleger, paramilitaire groeperingen, linkse rebellengroepen en drugsbendes. De Revolutionaire Strijdkrachten van Colombia of "FARC(-EP)" zijn een van de grootste. Ontstaan uit onvrede over de ongelijkheid tussen grootgrondbezitters en boeren, nam de marxistisch-leninistisch geïnspireerde groepering de wapens op tegen de conservatieve regering. Na verloop van tijd werd de groep meer een terreurorganisatie gefinancierd door drugshandel en losgeld van ontvoeringen. Met Amerikaanse steun bracht de regering de FARC zware klappen toe, en na 2000 daalde het aantal strijders fors.
In 2012 begonnen vredesgesprekken tussen de overheid en de FARC om een einde te maken aan het conflict. Venezuela, Cuba en Noorwegen waren daarbij betrokken als bemiddelaars. In 2016 leidden die gesprekken tot een wapenstilstand en vredesakkoord, waarbij zo'n 7000 FARC-strijders zouden worden ontwapend. Een eerste akkoord werd bij een volksraadpleging nipt verworpen. Een tweede akkoord werd door het congres, waar de regeringspartijen een meerderheid hebben, goedgekeurd. Velen vonden dat de rebellen er te goed vanaf kwamen na een oorlog van 52 jaar, waarbij 200.000 doden waren gevallen. Zo zouden vele FARC-leiders vrijuit gaan, kregen degenen die oorlogsmisdaden hadden gepleegd strafvermindering en mochten ze meedoen aan verkiezingen voor publieke mandaten. De FARC zelf werd omgevormd tot een politieke partij, met behoud van de naam. Het vredesakkoord garandeerde deze partij tot 2026 tien parlementszetels.
In 2017 stuurde de VN-Veiligheidsraad een missie naar Colombia om toe te zien op de herintegratie van voormalige rebellen en de uitvoering van de veiligheidsgaranties uit het vredesakkoord. Dissidente FARC-EP-groeperingen en andere gewapende groeperingen bleven geweld plegen. Onderhandelingen met het ELN waren nog steeds lopende.

## Inhoud
Op 30 augustus 2018 had de net verkozen Colombiaanse president Iván Duque Márquez de Veiligheidsraad gevraagd om de verificatiemissie in het land te verlengen. Ook het FARC was hiermee akkoord. Aldus werd de missie verlengd tot 25 september 2019.
Lijst ·  2398 ·  2399 ·  2400 ·  2401 ·  2402 ·  2403 ·  2404 ·  2405 ·  2406 ·  2407 ·  2408 ·  2409 ·  2410 ·  2411 ·  2412 ·  2413 ·  2414 ·  2415 ·  2416 ·  2417 ·  2418 ·  2419 ·  2420 ·  2421 ·  2422 ·  2423 ·  2424 ·  2425 ·  2426 ·  2427 ·  2428 ·  2429 ·  2430 ·  2431 ·  2432 ·  2433 ·  2434 ·  2435 ·  2436 ·  2437 ·  2438 ·  2439 ·  2440 ·  2441 ·  2442 ·  2443 ·  2444 ·  2445 ·  2446 ·  2447 ·  2448 ·  2449 ·  2450 ·  2451